# Écriture de l'espéranto

L’alphabet de l’espéranto, tel qu’il est présenté dans les ouvrages Langue Internationale et Fundamento de Esperanto

L’alphabet de l’espéranto est constitué de 28 lettres, dont 22 proviennent directement de l’alphabet latin de base (q, w, x et y ne sont pas utilisées), et les 6 autres (ĉ, ĝ, ĥ, ĵ, ŝ, ŭ), également issues de cette base, sont agrémentées d’un accent ou signe diacritique. Chacune de ces 28 lettres, accentuée ou non, est une lettre à part entière, ayant sa place dans l'ordre alphabétique et son entrée dans les dictionnaires. L’orthographe est parfaitement phonologique : chaque lettre représente invariablement un seul phonème.

## Alphabet
Les lettres de l’espéranto sont identiques à celles de l’alphabet phonétique international, à l’exception des lettres c [t͡s], ĉ [t͡ʃ], ĝ [d͡ʒ], ĥ [x], ĵ [ʒ], ŝ [ʃ] et ŭ [w]. L’alphabet au complet est :
| A | B | C | Ĉ | D | E | F | G | Ĝ | H | Ĥ | I | J | Ĵ | K | L | M | N | O | P | R | S | Ŝ | T | U | Ŭ | V | Z |
| a | b | c | ĉ | d | e | f | g | ĝ | h | ĥ | i | j | ĵ | k | l | m | n | o | p | r | s | ŝ | t | u | ŭ | v | z |

### Prononciation et nom des lettres
L’orthographe de l’espéranto est entièrement phonémique, c’est-à-dire qu’une lettre correspond à un seul son. 21 des 22 lettres non accentuées, -sauf c = ts-, ont une prononciation conforme à l'alphabet phonétique international. Les 6 lettres accentuées correspondent à une deuxième prononciation fréquente de ces lettres[réf. souhaitée] dans des langues à forte diffusion internationale et dans des mots internationalisés présents dans les dictionnaires français comme  ciao, gentleman, journaliste, Wuhan, shérif, watt. 
| Majuscule | Minuscule | Prononciation API | Équivalent français | Exemples                                                              |
| --------- | --------- | ----------------- | --- | --------------------------------------------------------------------- |
| A         | a         | /a/               | a | arbre                                                                 |
| B         | b         | /b/               | b | ballon                                                                |
| C         | c         | /t͡s/              | ts | tsunami                                                               |
| Ĉ         | ĉ         | /t͡ʃ/              | tch | tchèque                                                               |
| D         | d         | /d/               | d | dire                                                                  |
| E         | e         | /e/               | é | éléphant                                                              |
| F         | f         | /f/               | f | famille                                                               |
| G         | g         | /ɡ/               | g | gare                                                                  |
| Ĝ         | ĝ         | /d͡ʒ/              | dj | adjudant                                                              |
| H         | h         | /h/               | h | home (anglais)                                                        |
| Ĥ         | ĥ         | /x/               | Pas de véritable équivalent en français. Le "х" russe et le "خ" arabe, qui transcrivent ce son dans les langues concernées, sont toutefois transcrites en français par "kh". En espagnol, ce son est transcrit par la lettre "J" (jota). | loch / lough (anglais) Juan (espagnol) Khaled (arabe) Wuhan (chinois) |
| I         | i         | /i/               | i | idée                                                                  |
| J         | j         | /j/               | y | yoga                                                                  |
| Ĵ         | ĵ         | /ʒ/               | j | jeudi                                                                 |
| K         | k         | /k/               | k | koala                                                                 |
| L         | l         | /l/               | l | lion                                                                  |
| M         | m         | /m/               | m | merci                                                                 |
| N         | n         | /n/               | n | nuage                                                                 |
| O         | o         | /o/               | o | oser                                                                  |
| P         | p         | /p/               | p | papa                                                                  |
| R         | r         | /r/               | r | roja (espagnol)                                                       |
| S         | s         | /s/               | s | singe                                                                 |
| Ŝ         | ŝ         | /ʃ/               | ch | chanter                                                               |
| T         | t         | /t/               | t | tête                                                                  |
| U         | u         | /u/               | ou | ours                                                                  |
| Ŭ         | ŭ         | /w/               | w | watt                                                                  |
| V         | v         | /v/               | v | ville                                                                 |
| Z         | z         | /z/               | z | zone                                                                  |

Le nom de chaque voyelle est simplement constitué de la voyelle elle-même : a, e, etc. Le nom de la consonne s'obtient simplement en ajoutant un o à celle-ci : bo, co, … ŭo, zo.
Le ŭ est une semi-voyelle surtout employée comme deuxième membre d'une diphtongue aŭ et eŭ. 
Les lettres q, w, x et y ne sont pas utilisées en espéranto, sauf dans les expressions mathématiques et les noms étrangers. Dans ce cas, leurs noms se prononcent :
- Q - kuo,
- W - duobla vo (« double V »), ĝermana vo (« V germanique ») ou vavo,
- X - ikso,
- Y - ipsilono.

## Origine
L'existence des lettres accentuées (le ĝ en particulier) permet de rattacher graphiquement un mot à plusieurs langues européennes. Par exemple, le mot allemand « Ingenieur » se prononce avec un g dur (transcrite par [ɡ] dans l'Alphabet phonétique international), alors que la même lettre du mot français « ingénieur » se prononce [ʒ] et qu'en anglais, dans engineer, elle se prononce [d͡ʒ]. Si l'on veut que la prononciation de la lettre g soit toujours la même en espéranto (ce qui est très important pour la facilité de mémorisation des mots), il faut nécessairement choisir l'une ou l'autre des prononciations existantes dans les langues vernaculaires (ou naturelles). La solution choisie en espéranto a été de créer plusieurs versions d'une même lettre en les distinguant par un symbole particulier : La langue dispose donc de la lettre g qui se prononce [g] et de la lettre ĝ qui se prononce [d͡ʒ]. Cela permet une plus grande richesse de sons dans la langue, tout en laissant une écriture relativement proche de celles des langues vernaculaires. Ainsi, le mot « ingénieur » s'écrit « inĝeniero » et se prononce [ind͡ʒeni'ero].
En plus de leur rôle premier de transcription, les lettres diacritées visent à rappeler en espéranto l’orthographe ou la prononciation de plusieurs langues européennes. Par exemple, poŝto (« poste »), rappelle graphiquement et phonétiquement le mot pošta du tchèque, du slovaque, du slovène, du serbo-croate, mais aussi par la graphie les mots français, anglais, allemand poste, post, Post, et par le son le bulgare поща (pošta, prononcé ['pɔʃtɐ]). L'espéranto aboutit souvent ainsi à un compromis rappelant plusieurs langues sources : ainsi ĝardeno [d͡ʒar'deno] rappelle le français jardin, l'italien giardino  [d͡ʒar'dino] , l'allemand Garten et l'anglais garden.

## Lettres accentuées
Les lettres accentuées (appelées en espéranto ĉapelitaj literoj, « lettres à chapeau ») ont été introduites par Zamenhof afin notamment d’éviter les digrammes qui sont différents pour un même son dans des langues importantes (par exemple  sh anglais = ch français = sch allemand). Ces lettres, bien que critiquées par certains adversaires de l'espéranto, ont des avantages importants. 
Elles permettent de respecter la règle une lettre = un son, règle qui existe dans des langues utilisant l'alphabet latin (croate...) et qui facilite grandement l'apprentissage de la langue. On peut au bout de quelques heures ne plus faire de fautes d'orthographe ou de prononciation, alors que celles-ci peuvent être très nombreuses et durer toute la vie par exemple en anglais. 
Elles permettent aussi de rappeler un son possible de ces cinq chuintantes dans des langues importantes sans en privilégier aucune : ĉ = ch anglais et espagnol = c italien avant e ou i (ciao) ; ŝ = sh anglais ou s final en portugais ; le j se prononce de manière différente dans les  langues de travail européennes de l'ONU : le j de l'alphabet phonétique international, ainsi que de langues slaves, de l'allemand etc, est sans accent (ja allemand, jes eo = yes anglais) ; le ĝ a le son du j anglais ainsi que du g doux comme ĝentlemano = gentleman ; le j français et portugais se retrouve dans ĵurnalo ; enfin le ĥ , transcrit par kh en français et anglais, correspond au symbole [x] dans l'alphabet phonétique international et en russe, à la jota espagnole (Juan) ainsi qu'au h de l'alphabet pinyin chinois (Wuhan), [r] dur. 
Le quasi-pangramme Eĥoŝanĝo ĉiuĵaŭde (« changement d’écho tous les jeudis »), qui contient les six lettres accentuées, est souvent employé pour tester l’affichage des caractères spéciaux de l’espéranto.

### Substitutions
En typographie, si l'on ne dispose pas des lettres accentuées de l'espéranto, il faut utiliser des substitutions. Il n'est pas acceptable d'omettre complètement les accents sans distinguer des lettres normalement différentes. Pour cela on dispose de deux principaux systèmes :
- le système H (en espéranto : H-sistemo), le seul à être mentionné dans le Fundamento de Esperanto en 1905. Cette méthode de substitution est suggérée par Louis-Lazare Zamenhof, l'initiateur de la langue, dès 1888 dans Aldono al La Dua Libro de l’ Lingvo Internacia[4]. Il s’agit de remplacer les lettres diacritées par des digrammes composés de la lettre de base suivie d'un h, les éventuelles ambiguïtés étant levées par l'ajout d'un tiret entre les monèmes ;
- le système X (X-sistemo), non officiel, apparu ultérieurement et largement utilisé au cours du XXe siècle pour la frappe des caractères sur les systèmes informatiques ne gérant pas les diacritiques de l'espéranto : le h de la méthode précédente est remplacé par un x pour permettre un remplacement automatique postérieur. Des logiciels permettent aujourd'hui de remplacer systématiquement le x par l'accent ^ sur une des cinq lettres concernées.

Il existe quelques systèmes moins utilisés, qui remplacent les accents circonflexes par des apostrophes ou un accent circonflexe avant ou après la lettre (c', c^, ^c…). L'écriture des 5 lettres à chapeau  ĉ ,  ŝ , ĝ, ĥ, ĵ , sous la forme ch, sh et g', h' et j' est obtenable immédiatement sur la majorité des claviers numériques et permet d'être lisible facilement par les personnes qui ne connaissent pas du tout l'espéranto et qui ont étudié l'anglais et un peu l'alphabet phonétique international, environ 2 milliards de personnes.
Ces substitutions aux 5 lettres accentuées deviennent résiduelles de nos jours dans la mesure où les traitements de texte les plus utilisés ou de petits logiciels convertisseurs fournissent ces lettres aujourd'hui.

### Unicode
La généralisation de l'Unicode facilite l’écriture des lettres accentuées de l'espéranto. L'usage des substitutions a tendance à s'amenuiser mais sans disparaître, ceci afin de faciliter la compréhension par la grande majorité des personnes qui sont initiées à l'anglais, mais non à l'espéranto.
| Majuscule | Majuscule | Minuscule | Minuscule |
| Caractère | Code      | Caractère | Code      |
| --------- | --------- | --------- | --------- |
| Ĉ         | 264       | ĉ         | 265       |
| Ĝ         | 284       | ĝ         | 285       |
| Ĥ         | 292       | ĥ         | 293       |
| Ĵ         | 308       | ĵ         | 309       |
| Ŝ         | 348       | ŝ         | 349       |
| Ŭ         | 364       | ŭ         | 365       |

| Majuscule | Majuscule | Minuscule | Minuscule |
| Caractère | Code      | Caractère | Code      |
| --------- | --------- | --------- | --------- |
| Ĉ         | U+0108    | ĉ         | U+0109    |
| Ĝ         | U+011C    | ĝ         | U+011D    |
| Ĥ         | U+0124    | ĥ         | U+0125    |
| Ĵ         | U+0134    | ĵ         | U+0135    |
| Ŝ         | U+015C    | ŝ         | U+015D    |
| Ŭ         | U+016C    | ŭ         | U+016D    |

En HTML, ces codes précédés de &# et suivis d'un point-virgule génèrent les lettres accentuées de l'espéranto ; en Visual Basic (utilisé pour les macros de Microsoft Word), ces codes s'utilisent comme argument de chrW(), en OpenOffice.org Basic, ces codes s'utilisent comme argument de Chr$(), etc.
Par exemple : Ŝ s'obtient par &#348; en HTML, par chrW(348) en Visual Basic, Chr$(348) en OpenOffice.org Basic, etc.

### Saisie des caractères
Certaines dispositions de clavier telles que le BÉPO permettent de saisir directement les lettres accentuées de l'espéranto, tout comme la touche compose de GNU/Linux. Il existe également des programmes tels que EK qui permettent d'ajouter les diacritiques au cours de la frappe.

### Braille
Comme pour toutes les langues utilisant des lettres diacritées, le braille dispose d'une transcription adaptée à l'espéranto.
| ⠉ c | ⠛ g | ⠓ h | ⠚ j | ⠎ s | ⠥ u |
| ⠩ ĉ | ⠻ ĝ | ⠳ ĥ | ⠺ ĵ | ⠮ ŝ | ⠬ ŭ |

### Morse
| Ĉ | ▄▄▄ ▄ ▄▄▄ ▄ ▄   |
| Ĝ | ▄▄▄ ▄▄▄ ▄ ▄▄▄ ▄ |
| Ĥ | ▄▄▄ ▄▄▄ ▄▄▄ ▄▄▄ |
| Ĵ | ▄ ▄▄▄ ▄▄▄ ▄▄▄ ▄ |
| Ŝ | ▄ ▄ ▄ ▄▄▄ ▄     |
| Ŭ | ▄ ▄ ▄▄▄ ▄▄▄     |

### Langue des signes
Signuno est une adaptation à l'espéranto de la langue des signes internationale pour les sourds.

### Convertisseurs
Il existe plusieurs convertisseurs en ligne permettant de passer du système X à Unicode et inversement, voire de convertir d’autres systèmes (H, apostrophes, etc.),.

## Typographie

### Ponctuation
La ponctuation en espéranto n’est pas définie de manière précise, et son usage peut varier selon les auteurs. Les règles suivantes sont généralement observées : 
- Contrairement au français de France, mais comme dans beaucoup d’autres langues, on ne met pas d’espace avant les deux-points, points-virgules, points d’exclamation et points d’interrogation.
- La virgule est souvent utilisée pour séparer une proposition subordonnée de la principale : Mi pensas, ke… (« Je pense que… »).
- Le trait d'union est utilisé dans des abréviations telles que d-ro (doktoro, « docteur »). On peut aussi l’employer dans les mots composés, pour faciliter la lecture.
- L’apostrophe indique l’élision à la fin du mot, principalement du -o final des substantifs (règle 16 du Fundamento)
- Les guillemets ont le même rôle qu’en français, et les variantes suivantes sont acceptables : “citaĵo”, "citaĵo", „citaĵo”, «citaĵo», »citaĵo«, ‘citaĵo’ (« citation »).

Pour les nombres, le séparateur décimal est généralement la virgule, et le séparateur de milliers est souvent le point ou l’espace. Les chiffres romains sont parfois utilisés, mais certains grammairiens (comme Bertilo Wennergren) recommandent de les éviter, parce qu’ils ne sont pas connus dans le monde entier.

### Majuscules
L’usage des capitales est semblable au français : les majuscules indiquent le début des phrases et les noms propres. Les abréviations sont aussi écrites en majuscules (par exemple IJK). Le pronom Vi (« vous ») est parfois écrit avec une majuscule dans les lettres en signe de respect, mais cet usage tend à disparaître.
Les mots dérivés des noms propres peuvent être écrits avec ou sans majuscule, même si l’usage des minuscules est plus fréquent : Nederlando (« Pays-Bas ») → Nederlanda ou nederlanda (« néerlandais »). Les noms des mois et des jours s’écrivent habituellement en minuscules.
Puisque les espérantophones proviennent de régions du monde où les normes d’écriture sont différentes, les noms de famille des personnes sont souvent écrits entièrement en majuscules ; c’est d’ailleurs l’usage qui prime sur Wikipédia espérantophone. Cela lève l’ambiguïté qui pourrait avoir lieu à cause de l’ordre « NOM Prénom » (Japon notamment) ou « Prénom NOM » (comme en France).